# Tmáň (Zlonice)
Tmáň (Duits: Temain of Temain bei Slonitz) is een Tsjechische plaats in de gemeente Zlonice in de regio Midden-Bohemen en maakt deel uit van het district Kladno. Het dorp ligt op ongeveer 3 km afstand van Zlonice en op ongeveer 7 km afstand van Slaný.
Tmáň telt 137 inwoners (2021).

## Geografie
Tmáň ligt aan de Zlonicebeek.

## Geschiedenis
De eerste schriftelijke vermelding van het dorp dateert van 1382 (in Villa Tman).
Sinds 1960 behoort het dorp tot de gemeente Zlonice.

## Verkeer en vervoer

### Autowegen
Er loopt een regionale weg langs het dorp die Tmáň verbindt met onder andere Zlonice.

### Spoorlijnen
Het dorp heeft een spoorweghalte genaamd Tmáň, die precies tussen Břešťany en Tmáň ligt. De halte ligt aan spoorlijn 096 Roudnice nad Labem - Zlonice.

### Buslijnen
Er is één bushalte in Tmáň:
| Halte         | Lijn | Traject               | Vervoerder |
| ------------- | ---- | --------------------- | ---------- |
| Zlonice, Tmáň | 590  | Vraný - Nové Strašecí | ČSAD Slaný |

## Voorzieningen
Er is een dorpscafé en een school in Tmáň.

## Bezienswaardigheden
- Monumentale stenen brug over de Zlonicebeek, met standbeeld van Jan van Nepomuk;
- Kapel op het dorpsplein;
- Gedenkboom op het dorpsplein;
- Monument voor slachtoffers van de Eerste en Tweede Wereldoorlog bij het schoolgebouw.

## Galerij

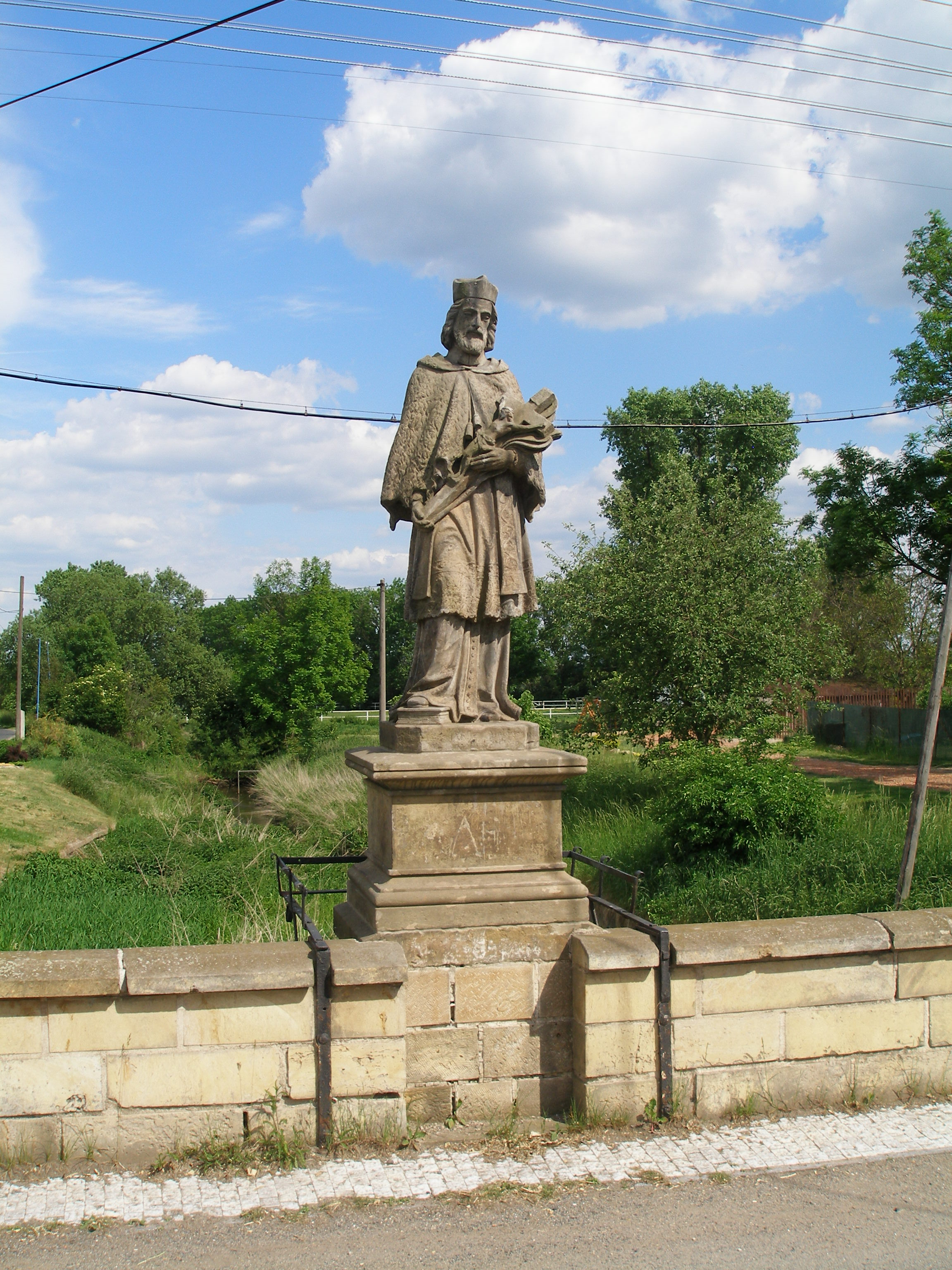
Standbeeld van Jan van Nepomuk op de stenen brug
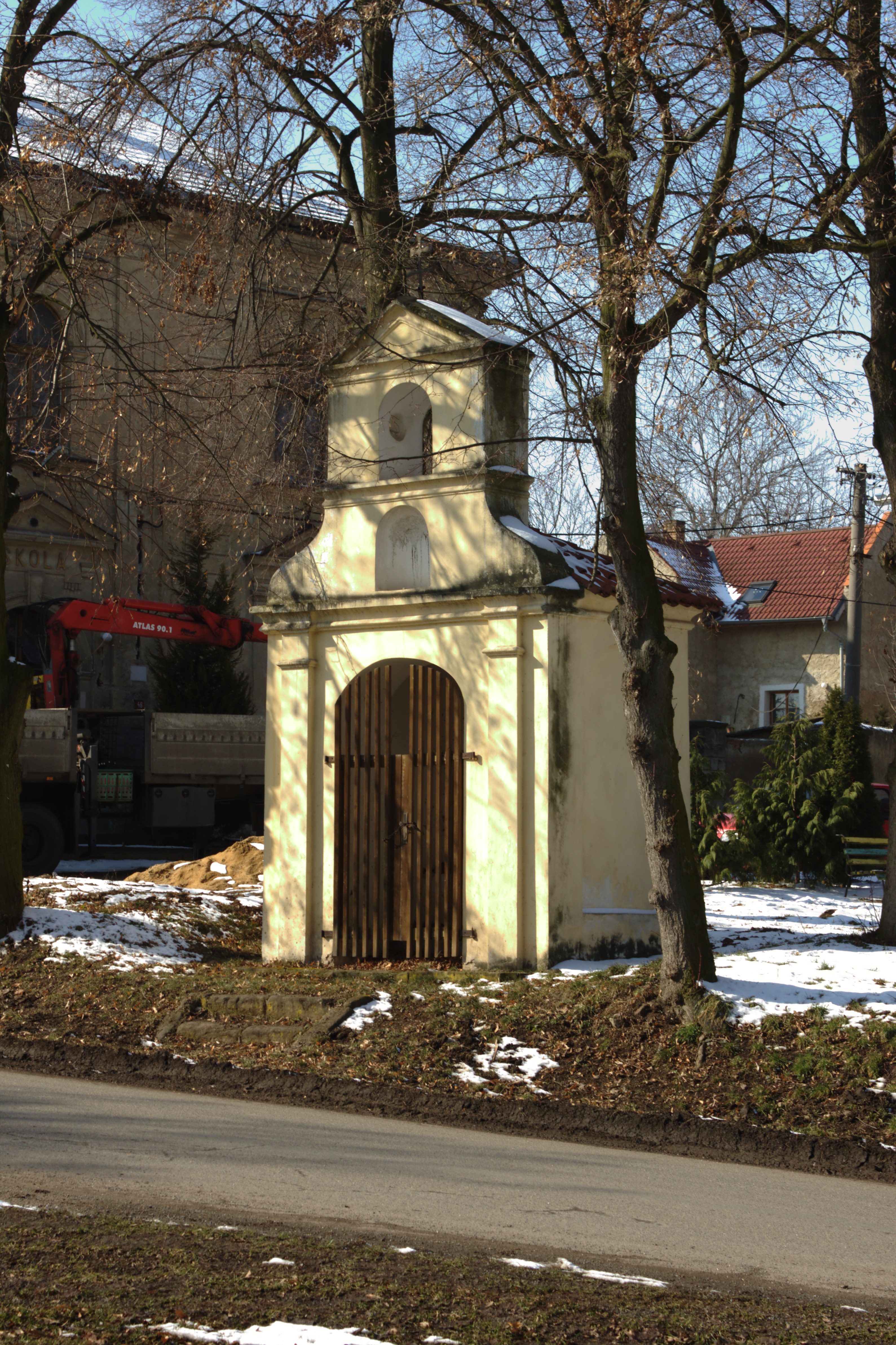
Dorpskapel
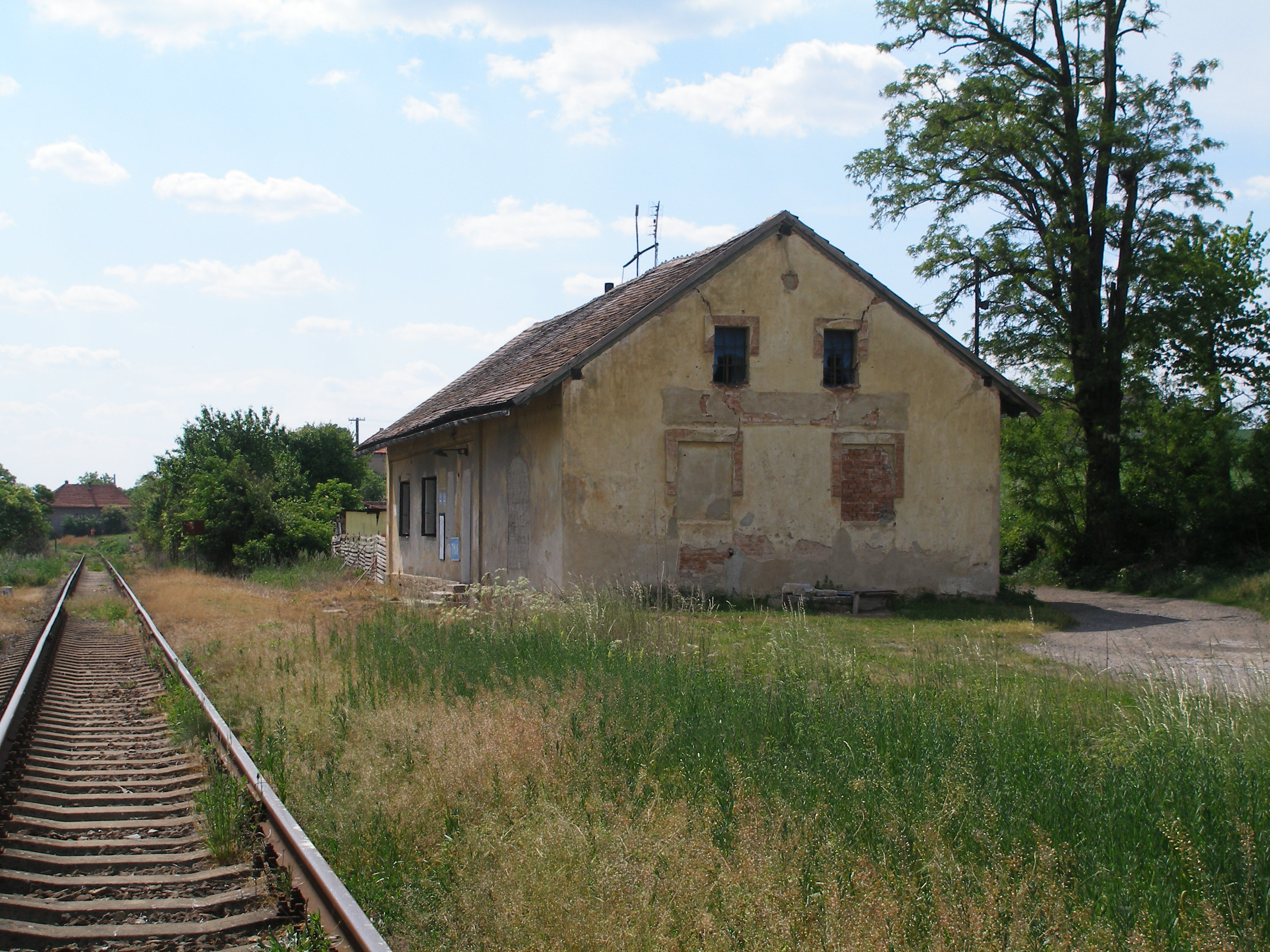
Spoorweghalte Tmáň (2012)
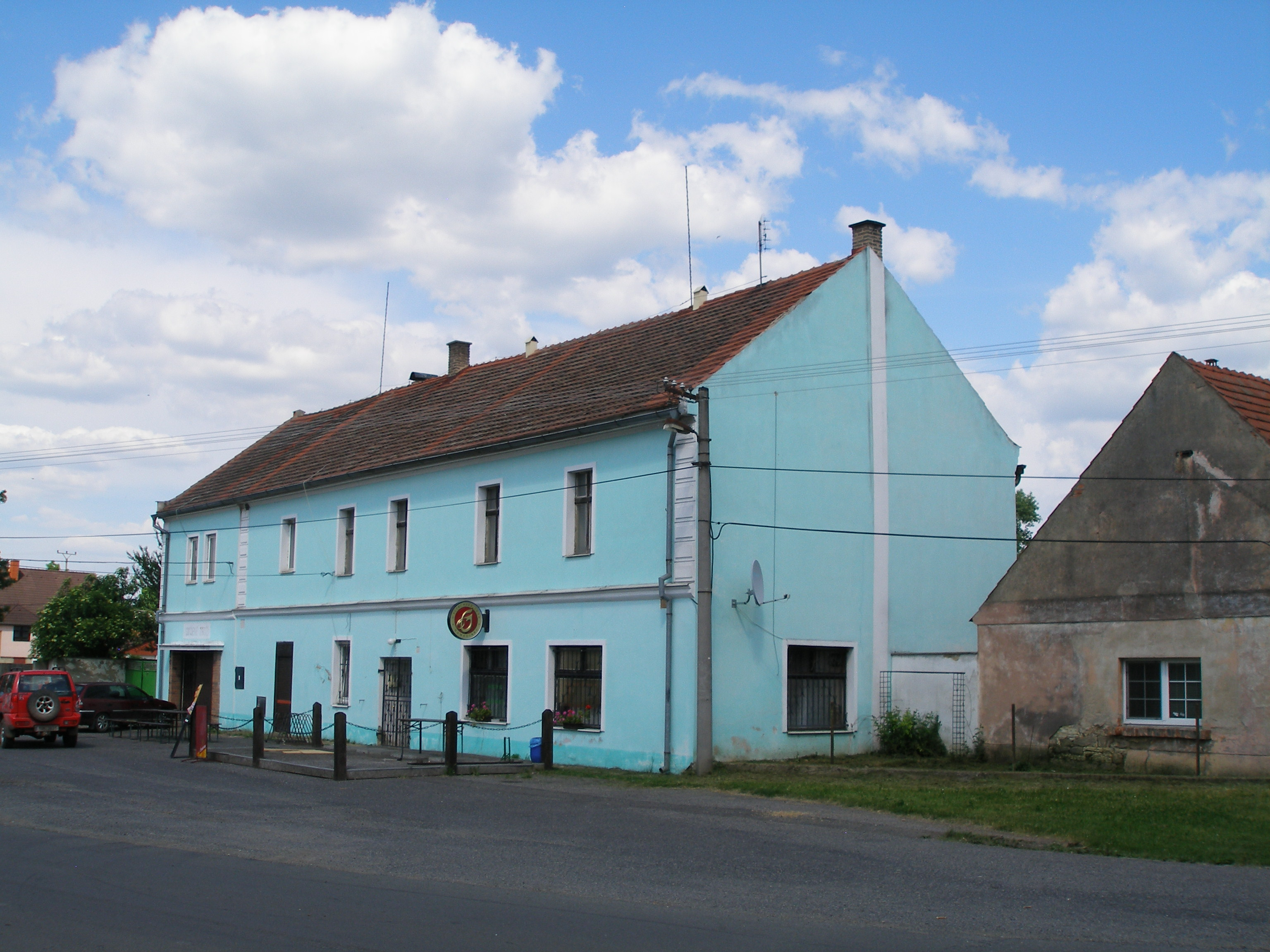
Dorpscafé
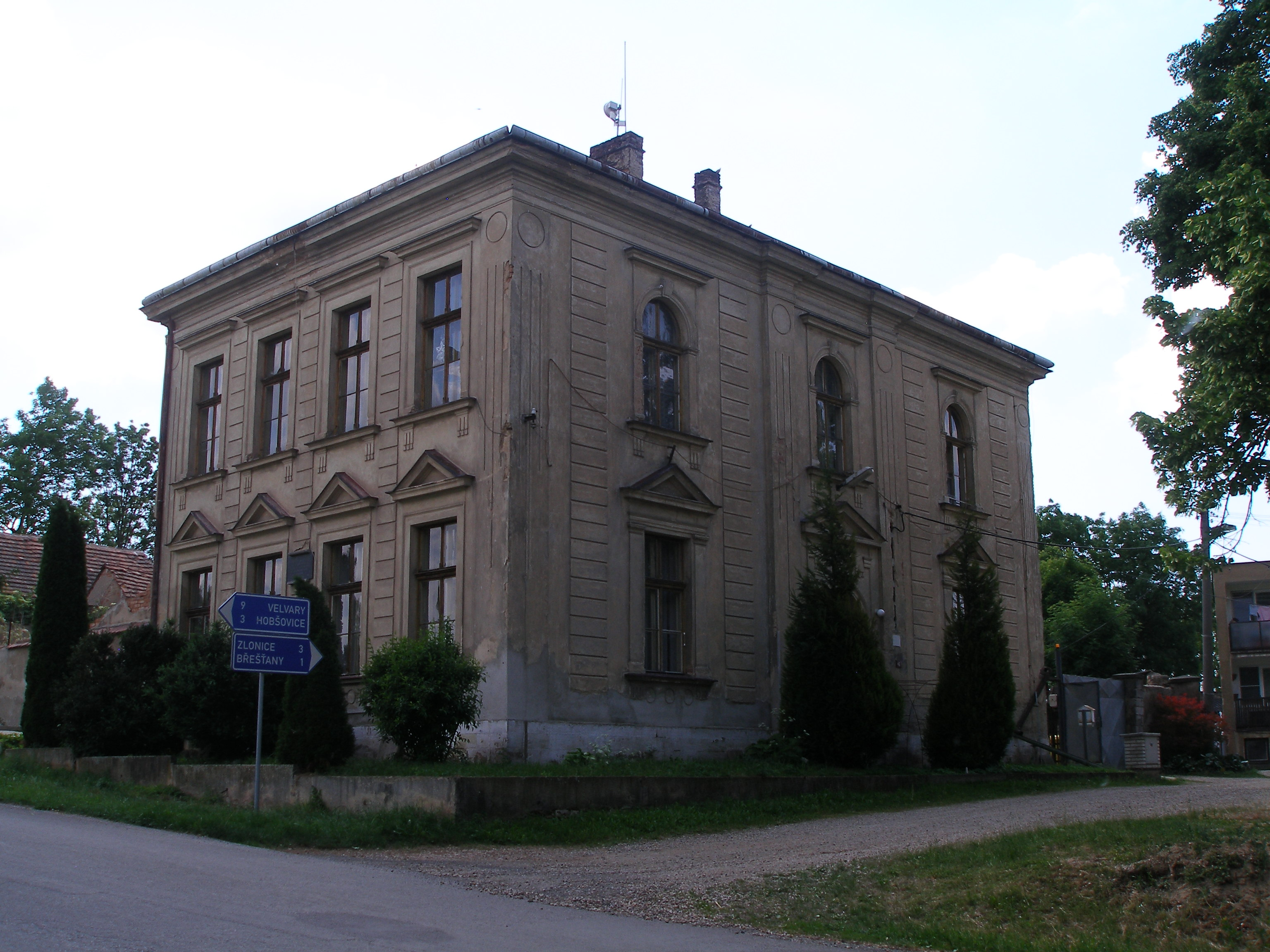
Dorpsschool
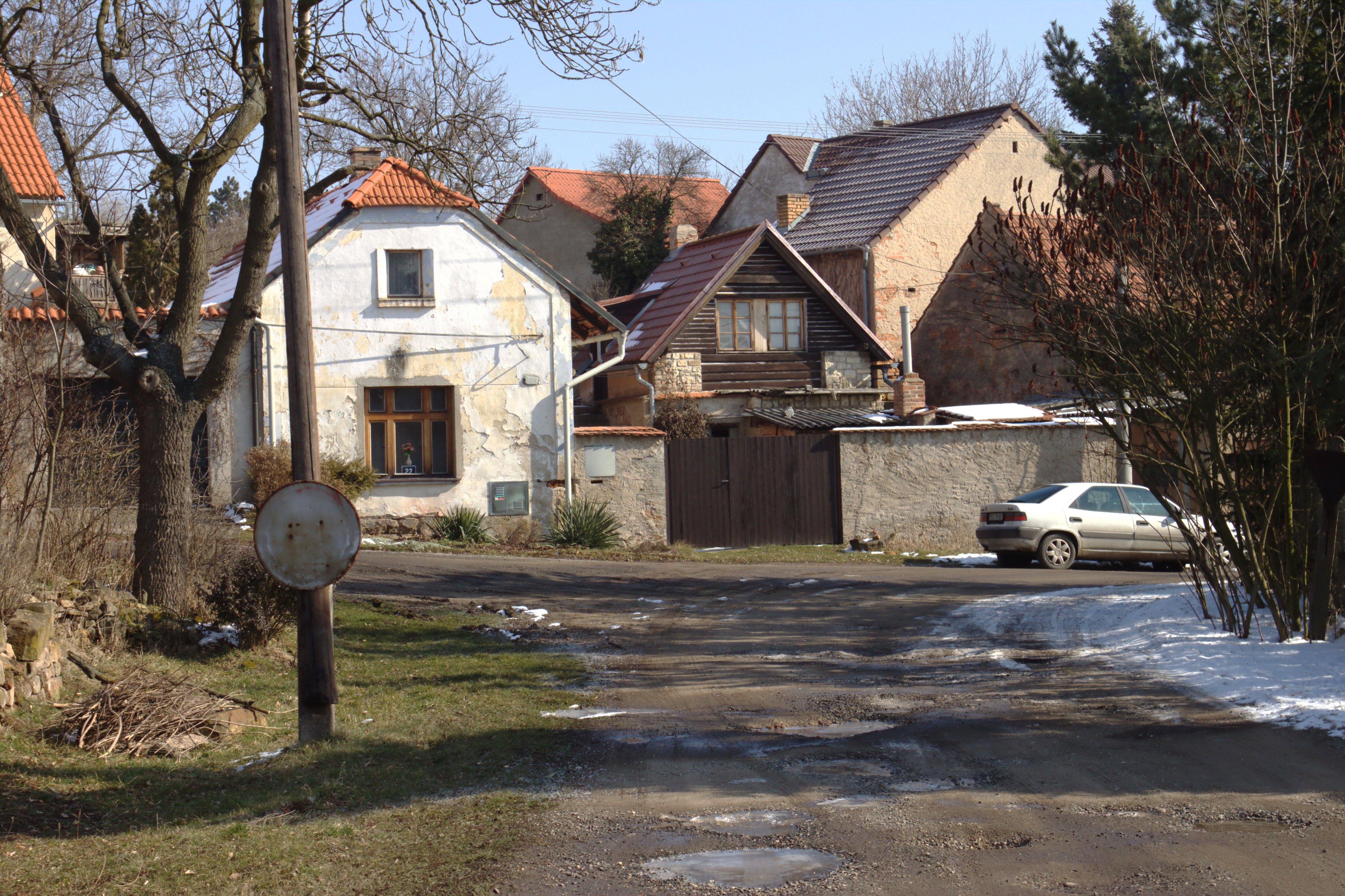
Huizen in het dorp